# Krotoszyn-Południe (gromada)
Krotoszyn-Południe – dawna gromada, czyli najmniejsza jednostka podziału terytorialnego Polskiej Rzeczypospolitej Ludowej w latach 1954–1972.
Gromady, z gromadzkimi radami narodowymi (GRN) jako organami władzy najniższego stopnia na wsi, funkcjonowały od reformy reorganizującej administrację wiejską przeprowadzonej jesienią 1954 do momentu ich zniesienia z dniem 1 stycznia 1973, tym samym wypierając organizację gminną w latach 1954–1972.
Gromadę Krotoszyn-Południe z siedzibą GRN w mieście Krotoszynie (nie wchodzącym w skład gromady) utworzono 1 stycznia 1960 w powiecie krotoszyńskim w woj. poznańskim z obszarów zniesionych gromad: Gorzupia i Kobierno w tymże powiecie.
W 1965 gromada miała 27 członków GRN.
1 stycznia 1970 do gromady Krotoszyn-Południe włączono 713,5001 ha z miasta Krotoszyn w tymże powiecie, natomiast 4,2200 ha (część wsi Durzyn) z gromady Krotoszyn-Południe włączono do miasta Krotoszyn.
31 grudnia 1971 gromadę zniesiono, a jej obszar włączono do nowo utworzonej gromady Krotoszyn w tymże powiecie.